# Гавриловка (Боровский район)
Гаври́ловка (укр. Гаврилівка), село, 
Подвысочанский сельский совет,
Боровский район,
Харьковская область.
Код КОАТУУ — 6321083502. Население по переписи 2001 г. составляет 61 (31/30 м/ж) человек.

## Происхождение названия
Топоним "Гавриловка" вероятно происходит от имени отца Василия Гавриловича Зайцева, который, вероятно, и основал этот хутор не позднее середины XVIII в., потому что уже во 2-й пол. XVIII в. мы видим его сына владельцем многих здешних хуторов (в том числе и слободы Калиновки) и земель слободы Гороховатки.

## Географическое положение
Село Гавриловка находится на берегах реки  Гороховатка, которая через 6 км впадает в Оскольское водохранилище (река Оскол).
Ниже по течению расположено село  Гороховатка,
выше по течению — село  Калиново.

## История
- 1785 - дата першої згадки[1].

## Экономика
- В селе есть овце-товарная фермы, машинно-тракторные мастерские.